# Rue Krišjāņa Valdemāra (Rīga)
Pour les articles homonymes, voir Rue Krišjāņa Valdemāra.

La rue Krišjāņa Valdemāra (en letton : Krišjāņa Valdemāra iela) est une rue à Rīga en Lettonie.

## Présentation
La rue Krišjāņa Valdemāra iela est la rue principale de Riga, située sur les deux rives du fleuve Daugava, dans les quartiers d'Āgenskalns, Ķīpsala, Vecrīga, Centrs et Brasa. 
La rue Krišjāņa Valdemāra commence à l'intersection des rues Slokas iela et Kalnciema iela et se termine à l'intersection des rues Skanstes iela et Upes iela. 
La rue se compose de 2 à 6 voies de circulation. 
La rue Krišjāņa Valdemāra traverse le fleuve Daugava en empruntant le pont Vanšu.
Sa longueur totale est de 5 315 mètres,..

## Histoire
Au XVIIIe siècle, la rue était nommée rue du Lazaret (Lazaretes iela).
Elle menait à l'extérieur des fortifications de Riga jusqu'au Lazaret municipal.
Vers 1790, la loge franc-maçonne Mazā pasaule de Riga (lv) a construit son bâtiment de réunion à l'extérieur de la ville, rue Lazaretes iela, mais après 1797, une société de chant littéraire « Euphonie » a été créée dans le bâtiment, et  y a fonctionné tout au long du XIXe siècle. 
C'est pour cette raison que la rue s'appelait alors rue Eufonija. Après la démolition des fortifications de Riga et l'amélioration des banlieues en 1858, la rue Eufonija a été rebaptisée boulevard Nikolai (Nikolaja bulvāri) en l'honneur de l'empereur de Russie Nicolas Ier.
En 1923, la rue a été rebaptisée rue Valdemāra en l'honneur de Krišjānis Valdemārs.
En 1933, sa section allant du Lycée français à la rue Karlīnes iela reçut le nom de Aristida Briana iela en l'honneur d’Aristide Briant.
Pendant l'occupation allemande, la rue s'appelait Herman Göring Straße. 
Pendant la RSS de Lettonie, en 1944, elle fut à nouveau rebaptisée rue Valdemāra et en 1953 rue Gorki (улица Горького).
En 1990, la rue a repris le nom de rue Krišjāņa Valdemāras.

## Bâtiments
- Le bâtiment principal de la Banque de Lettonie est situé au 2a, rue Krišjāņa Valdemāra. Il a été construit entre 1901 et 1905 par l'architecte Augusts Reinbergs.
- Le Palais des Congrès de Riga est situé au 5, rue Krišjāņa Valdemāra. Le Palais des Congrès de Riga a été historiquement construit comme centre de congrès et de conférence pour les besoins du Parti communiste. Il a été conçu en 1982 par les architectes J. Gertmanis et V. Kadirkovs.
- Le Gallery Park Hotel est situé au 7, rue Krišjāņa Valdemāra, le bâtiment a été construit en 1875.
- Le Musée national des arts de Lettonie est situé au 10, rue Krišjāņa Valdemāra. Le bâtiment a été construit entre 1903 et 1905 par l'architecte Johan Wilhelms Kärlis Neumanis. Le musée abrite plus de 52 000 œuvres d'art.
- Le studio de Radio Skonto (lv) est situé au 100, rue Krišjāņa Valdemāra.
- Le Centre national de métrologie de Lettonie est situé au 157, rue Krišjāņa Valdemāra.

## Transports
- Bus :	2., 11., 13., 20., 24., 30., 37., 41., 49., 53., 57.
- Trolleybus :	1., 3., 5., 12., 19., 25.

## Galerie

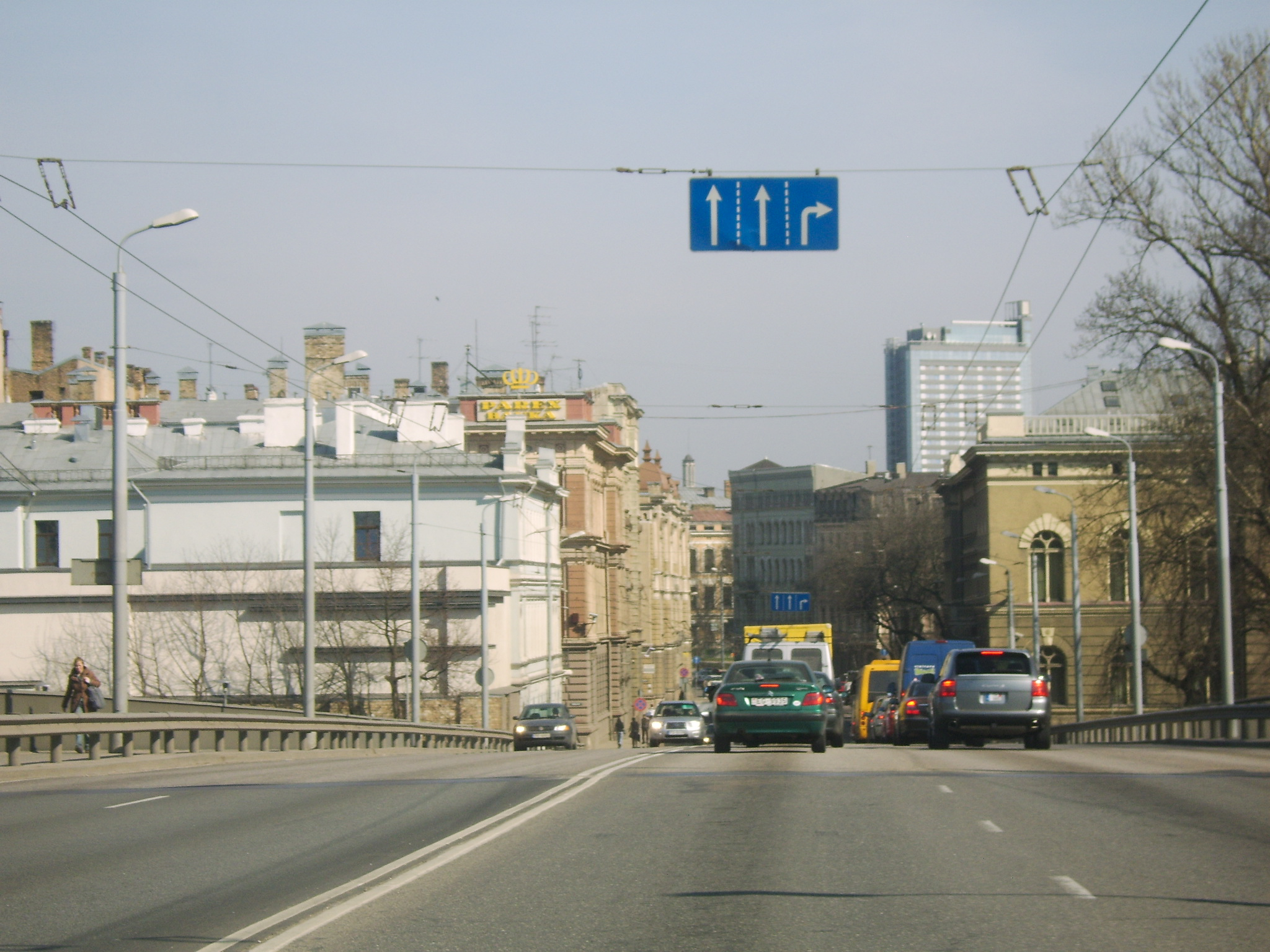
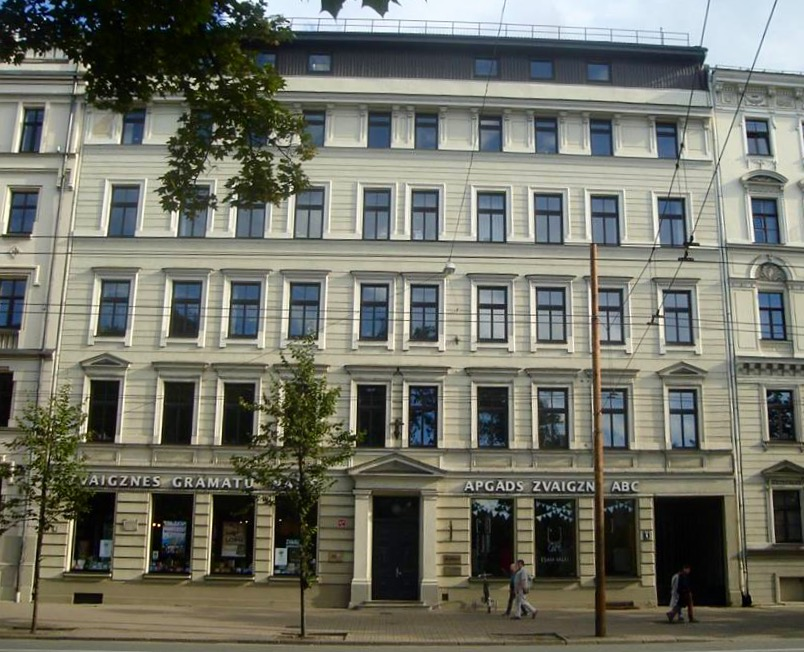
Krišjāņa Valdemāra iela 6.
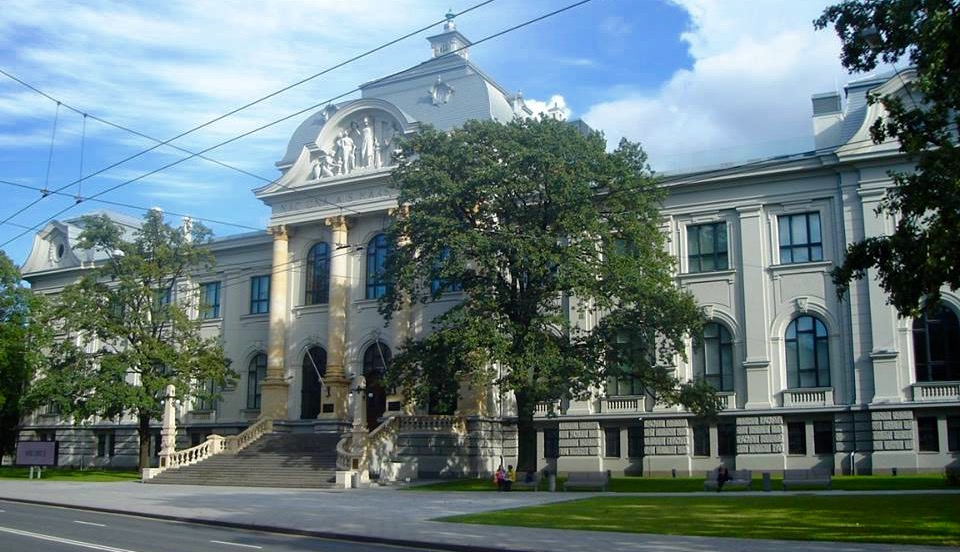
Krišjāņa Valdemāra iela 10.
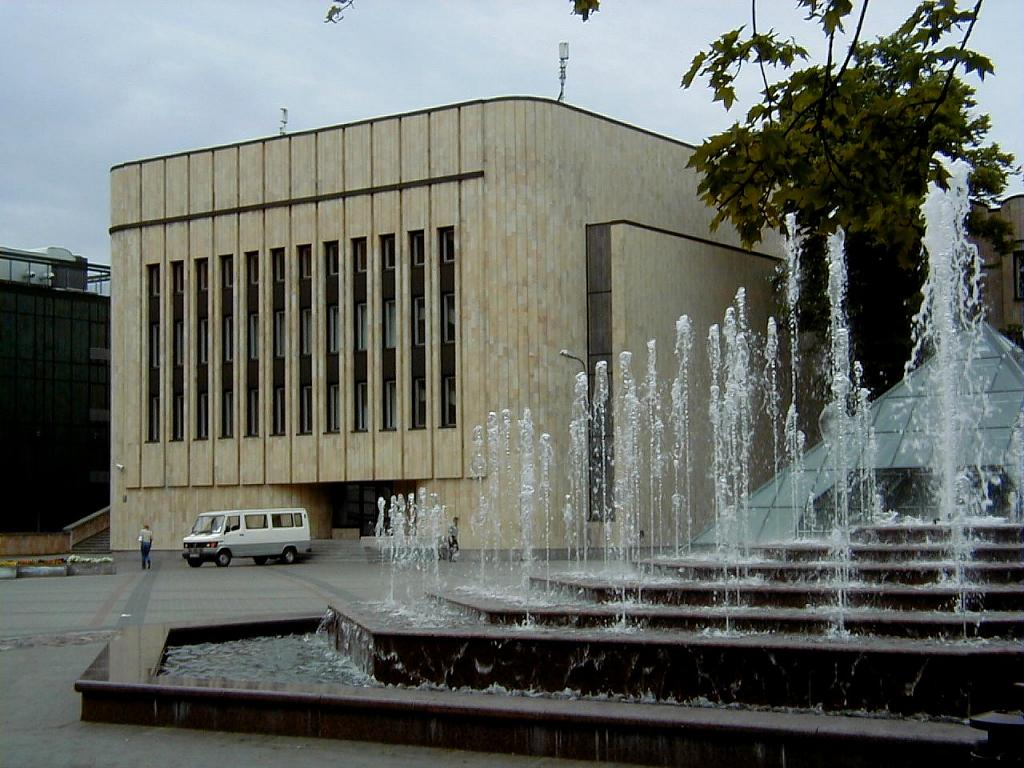
Krišjāņa Valdemāra iela 5.

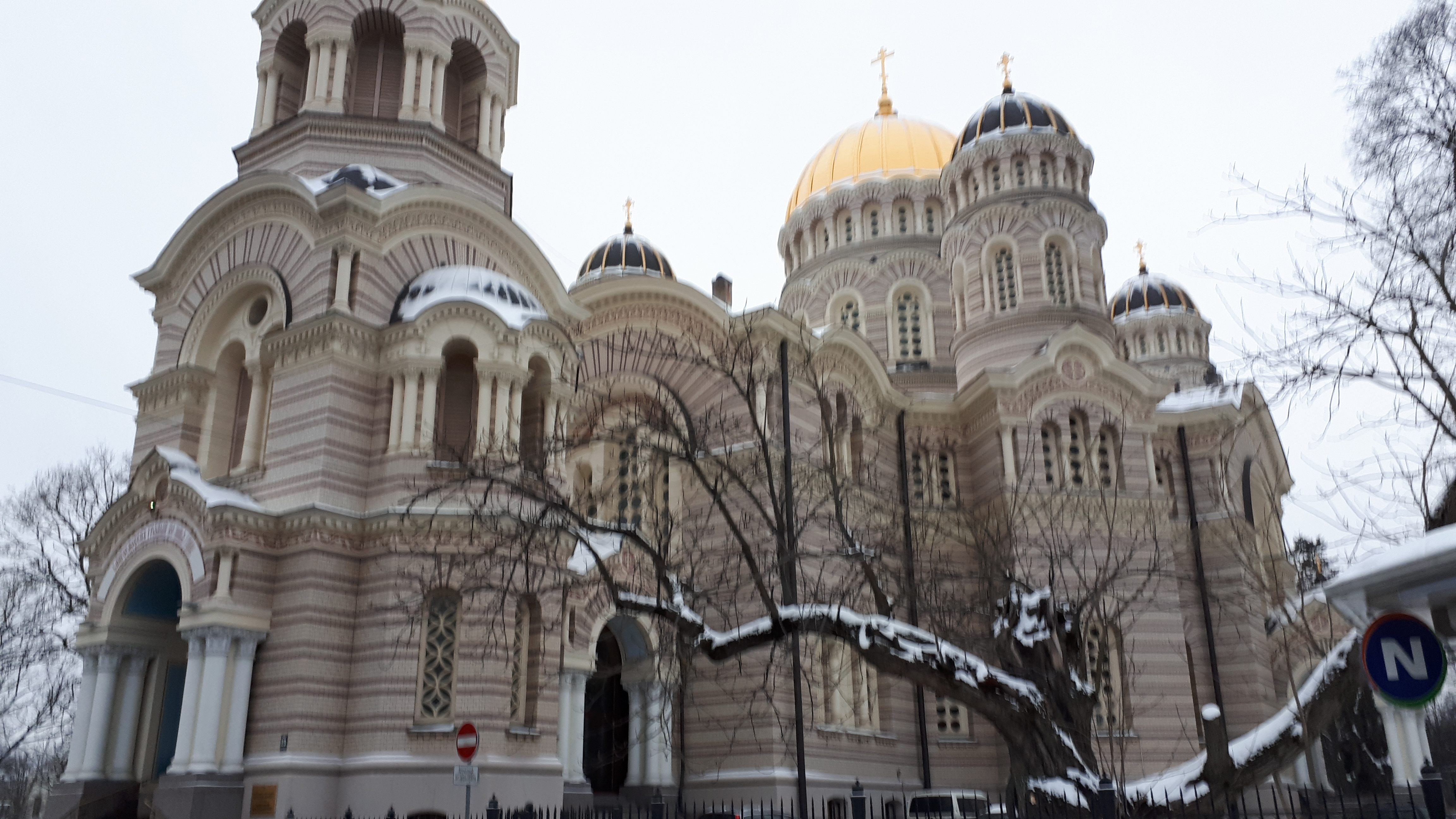
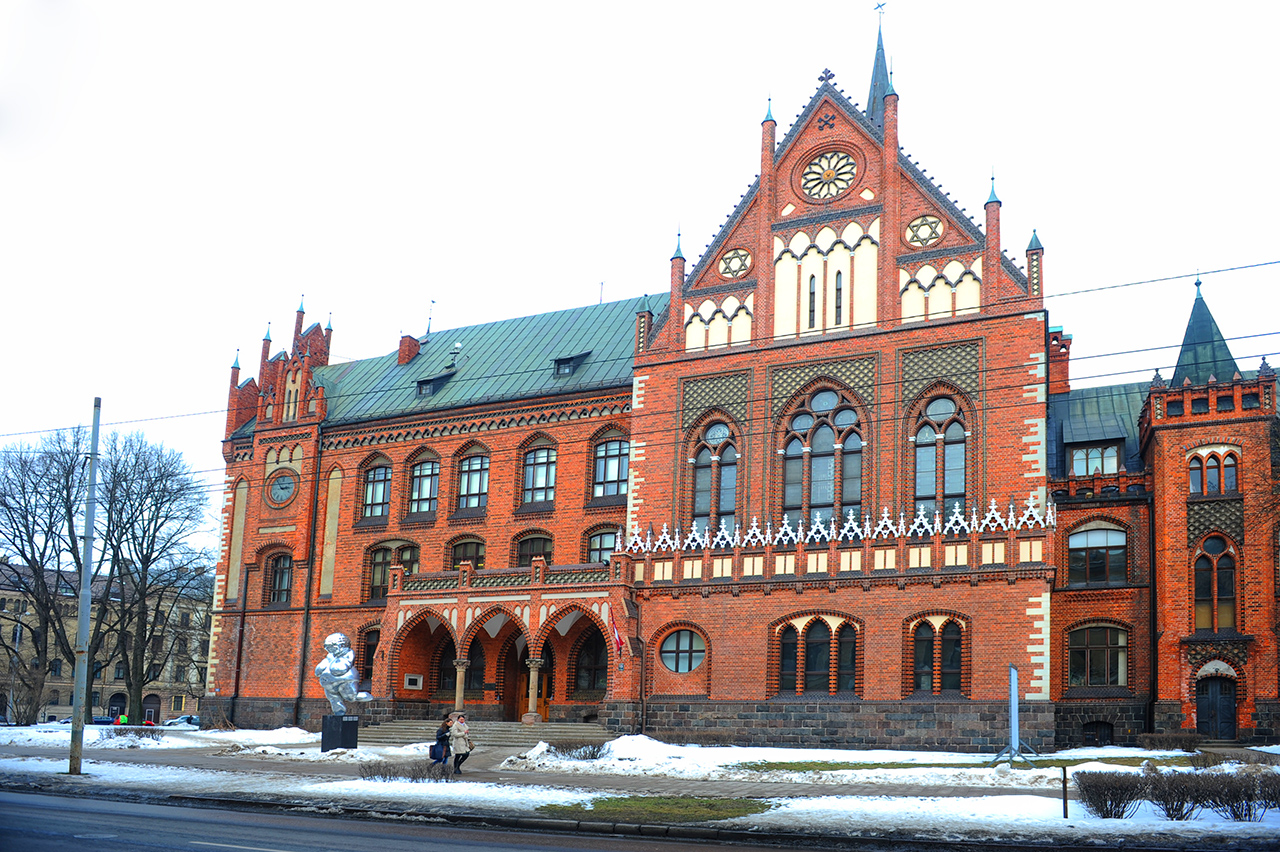
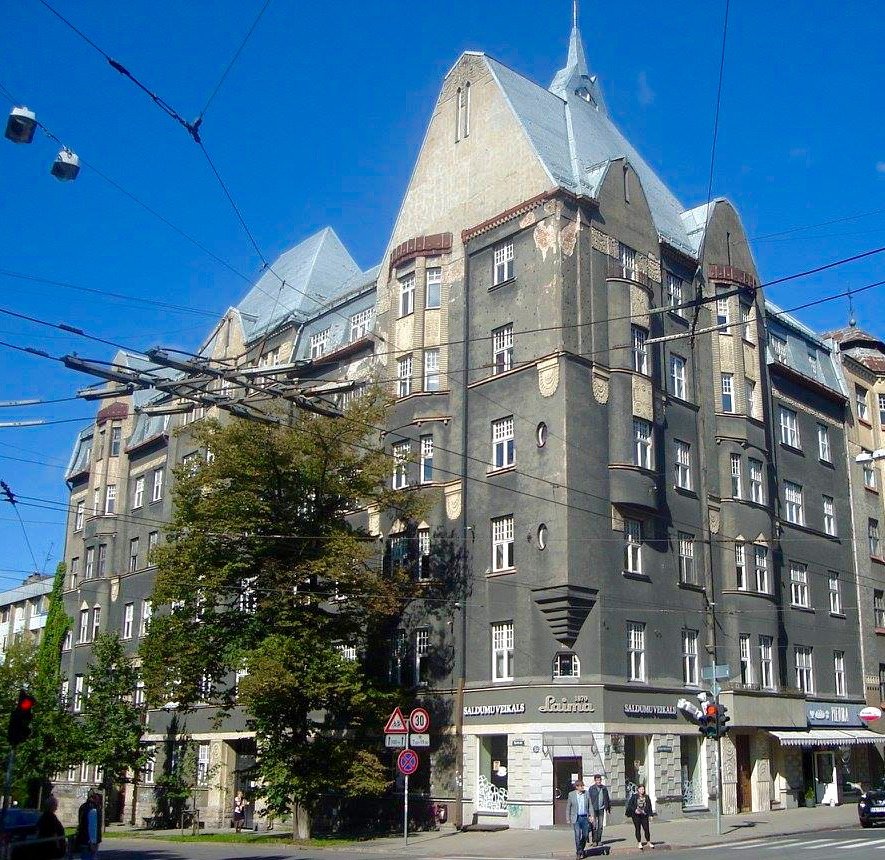
Krišjāņa Valdemāra iela 67.
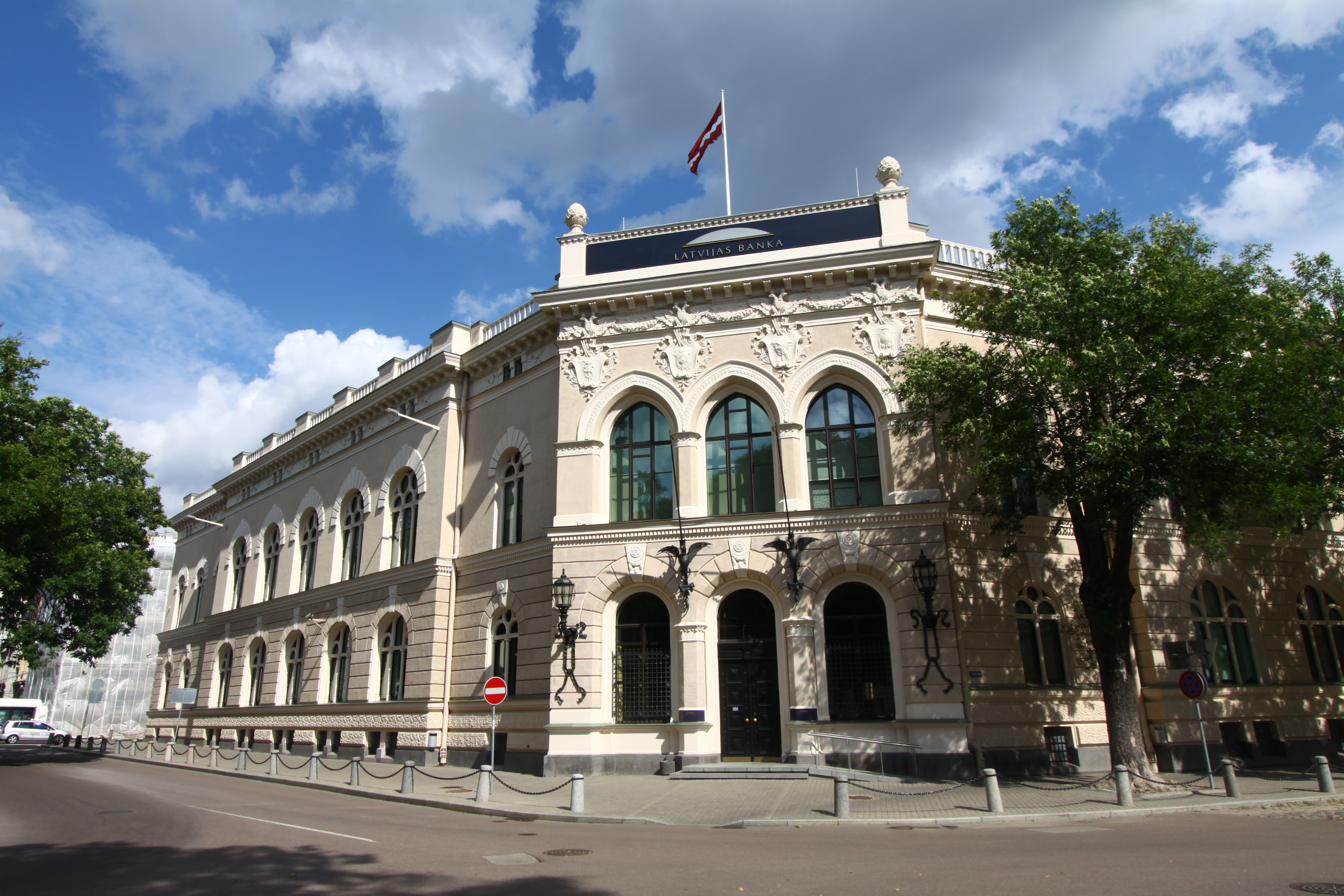
Krišjāņa Valdemāra iela 2.